# Morten Berglia
Morten Berglia, född den 3 augusti 1958, är en norsk orienterare som blev världsmästare individuellt 1983 samt i stafett 1983, 1985 och 1987, han har även tagit ett individuellt VM-brons.